# Cá ba sa
Cá ba sa, tên khoa học Pangasius bocourti, còn có tên gọi là cá giáo, cá sát bụng, là loại cá da trơn trong họ Pangasiidae có giá trị kinh tế cao, được nuôi tập trung tại nhiều nước trên thế giới. Loài này là loài bản địa ở Đồng bằng sông Cửu Long tại Việt Nam và lưu vực sông Chao Phraya ở Thái Lan. Loài cá này là thực phẩm quan trọng ở thị trường quốc tế. Chúng thường được gắn nhãn ở Bắc Mỹ và Úc với tên là "cá ba sa" hay "bocourti".

## Phân loại
Theo hệ thống phân loại Tyson Roberts, cá ba sa thuộc họ Pangasiidae, chi Pangasius, loài P. bocourti. Trước đây cá ba sa được định danh là Pangasius pangasius (Hamilton) (Mai Đình Yên et al., 1992; Trương Thủ Khoa, Trần Thị Thu Hương, 1993), Pangasius nasutus (Blecker) (Kawamoto et al., 1972).

## Đặc điểm sinh học

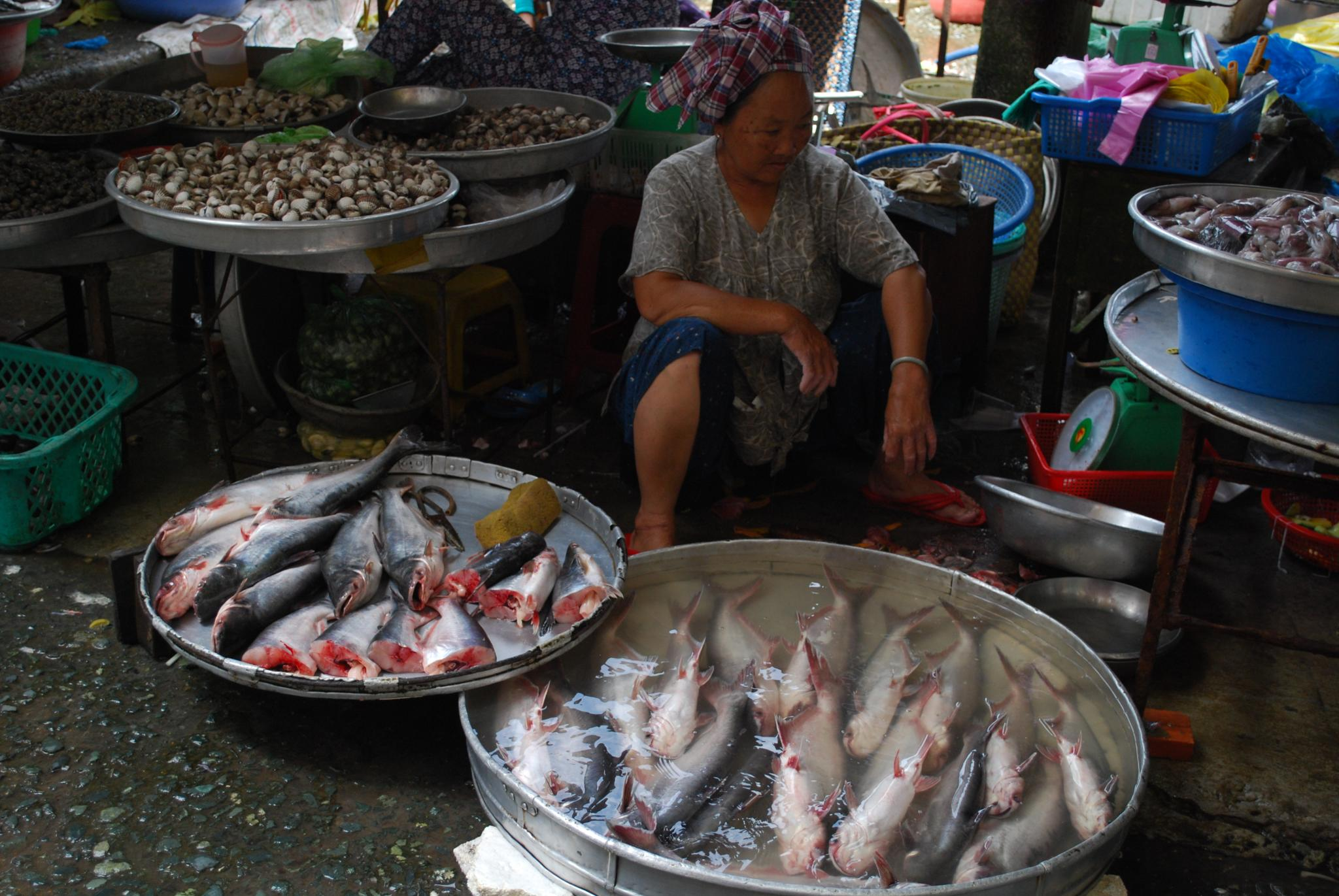
Cá ba sa bán tại chợ Vĩnh Long.

Về ngoại hình, cá ba sa rất dễ phân biệt đối với các loài khác trong họ Cá tra. Thân ngắn hình thoi, hơi dẹp bên, lườn tròn, bụng to tích lũy nhiều mỡ, chiều dài tiêu chuẩn bằng 2,5 lần chiều cao thân. Đầu cá ba sa ngắn hơi tròn, dẹp đứng. Miệng hẹp, chiều rộng của miệng ít hơn 10% chiều dài chuẩn, miệng nằm hơi lệch dưới mõm. Dải răng hàm trên to rộng và có thể nhìn thấy được khi miệng khép lại, có 2 đôi râu, râu hàm trên bằng ½ chiều dài đầu; râu hàm dưới bằng 1/3 chiều dài đầu. Răng trên xương khẩu cái là một đám có vết lõm sâu ở giữa và hai đám răng trên xương lá mía nằm hai bên. Có 40-46 lược mang trên cung mang thứ nhất, vây hậu môn có 31-36 tia vây. Răng vòm miệng với dải răng trên xương khẩu cái ở giữa và răng trên xương lá mía ở 2 bên. Chiều cao của cuống đuôi hơn 7% chiều dài chuẩn. Mặt lưng có màu nâu, mặt bụng có màu trắng.

## Phân bố

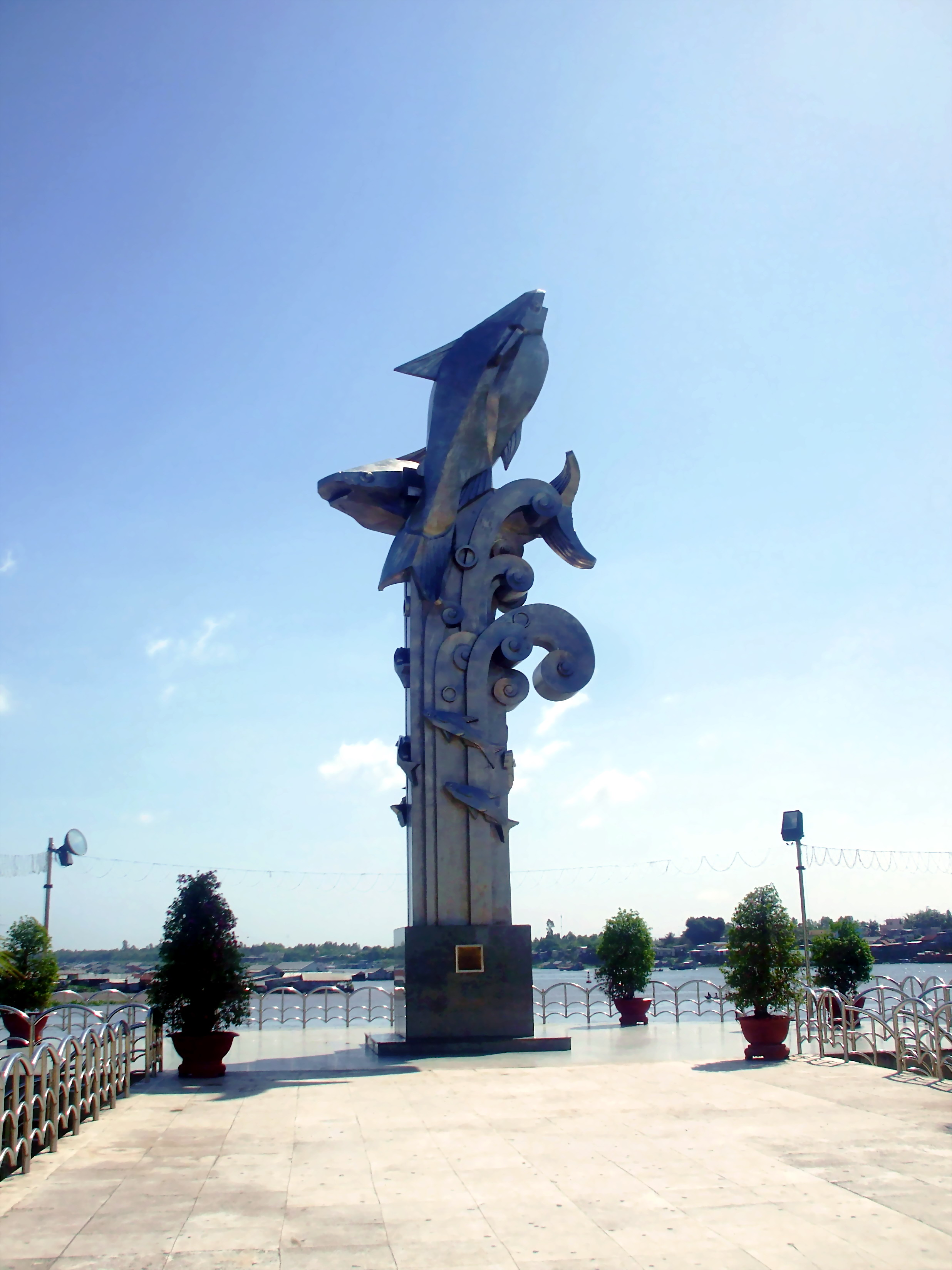
Tượng đài cá ba sa ở Châu Đốc, An Giang.

Cá ba sa phân bố rộng ở Myanma, Java, Thái Lan, Campuchia, Việt Nam. Cá sống chủ yếu ở những sông rộng nước chảy mạnh (Mai Đình Yên và ctv, 1992). Đây là đối tượng nuôi nước ngọt có sản lượng xuất khẩu lớn nhất hiện nay. Nghề nuôi cá ba sa trong bè rất phát triển trên thế giới dưới mô hình nuôi mang tính công nghiệp với mật độ cao, năng suất trung bình 130–150 kg/m³/năm. Hiện nay có khoảng 4.000 bè nuôi, sản xuất trên 40.000 tấn/năm. Cá sống đáy ăn tạp thiên về động vật. Tỉ lệ Li/L (chiều dài ruột/chiều dài toàn thân) nhỏ thay đổi theo loại thức ăn từ 1,78 trong tự nhiên đến 2,36 khi nuôi bè.
Cá giống thả nuôi trong bè cỡ 80-150 g/con, được nuôi với khẩu phần cho loài ăn tạp (50% cám, 30% rau, 20% cá và bột cá) sau 10-11 tháng đạt trọng lượng 800-1500 g/con (Phillip). Cá tăng trưởng nhanh trong tự nhiên, một năm tuổi 0,7 kg, hai năm tuổi 1,2 kg (Lý Kế Huy), kích cỡ tối đa khoảng gần 1 m, trọng lượng 15–18 kg.

## Cá ba sa ở Việt Nam
Ở Việt Nam, hai họ chính trong bộ cá trơn được nghiên cứu là họ Pangasiidae và Clariidae. Họ Pangasiidae có 21 loài thuộc 2 chi: chi Pangasius có 19 loài và chi Helicophagus có 2 loài. Có một loài sống trong nước lợ, 2 loài sống ở biển. Tính ăn của các loài trong họ Pangasiidae thay đổi tùy theo giai đoạn phát triển của cá thể.
Trong họ Pangasiidae 2 loài cá ba sa và cá tra là cá nuôi kinh tế của đồng bằng sông Cửu Long, đặc biệt trong hình thức nuôi tăng sản. Hằng năm nghề nuôi cá bè cung cấp hàng ngàn tấn cá ba sa cho thị trường trong nước, thêm vào đó là hàng ngàn tấn nguyên liệu cho thức ăn gia súc. Nếu trong năm 1993 sản lượng nuôi bè ở miền Nam Việt Nam ước lượng vào khoảng 17400 tấn hầu hết là từ các bè nuôi sông Mê Kông, thì chỉ riêng cá ba sa đã chiếm ¾ sản lượng này (13400 tấn). Trong năm 1996 sản lượng loài cá này khoảng 15000 tấn (Phillip Cacot).
Năm 2011 Việt Nam dự tính xuất cảng khoảng 1,2-1,3 triệu tấn cá tra, trị giá khoảng 1.45-1.55 tỷ US$.

## Tiêu thụ
Riêng năm 2013, người Đức tiêu thụ khoảng 40 ngàn tấn cá này.